# Discografia di Michele Bravi
La discografia di Michele Bravi, cantautore attore e personaggio televisivo italiano, è costituita da quattro album in studio, due EP, ventisette singoli e ventitré video musicali (inclusi quelli come artista ospite), pubblicati dal 2013.

## Album in studio
| Anno | Album | Classifiche | Certificazioni | Unità          |
| Anno | Album | ITA         | Certificazioni | Unità          |
| ---- | --- | ----------- | -------------- | -------------- |
| 2014 | A passi piccoli - Pubblicato: 10 giugno 2014 - Etichetta: Sony Music - Formati: CD, download digitale, streaming                                      | 8           |                |                |
| 2017 | Anime di carta - Pubblicato: 24 febbraio 2017 - Etichetta: Universal Music Italia - Formati: CD, download digitale, LP, streaming,                    | 1           | - ITA: Platino | - ITA: 50 000+ |
| 2021 | La geografia del buio - Pubblicato: 29 gennaio 2021 - Etichetta: Universal Music Italia - Formati: CD, download digitale, LP, streaming               | 1           | - ITA: Oro     | - ITA: 50 000+ |
| 2024 | Tu cosa vedi quando chiudi gli occhi - Pubblicato: 12 aprile 2024 - Etichetta: Universal Music Italia - Formati: CD, download digitale, LP, streaming | 10          |                |                |

## Extended play
| Anno | Titolo | Classifiche |
| Anno | Titolo | ITA         |
| ---- | --- | ----------- |
| 2013 | La vita e la felicità - Pubblicato: 6 dicembre 2013 - Etichetta: Sony Music - Formato: CD, download digitale, streaming   | 23          |
| 2015 | I Hate Music - Pubblicato: 2 ottobre 2015 - Etichetta: Universal Music Italia - Formato: CD, download digitale, streaming | 3           |

## Singoli

### Come artista principale
| Anno                                                         | Titolo                                | Classifiche | Certificazioni                       | Unità           | Album di provenienza  |
| Anno                                                         | Titolo                                | ITA         | Certificazioni                       | Unità           | Album di provenienza  |
| ------------------------------------------------------------ | ------------------------------------- | ----------- | ------------------------------------ | --------------- | --------------------- |
| 2013                                                         | La vita e la felicità                 | 1           | - ITA: Oro                           | - ITA: 15 000+  | La vita e la felicità |
| 2014                                                         | Sotto una buona stella                | 31          |                                      |                 | /                     |
| 2014                                                         | Un giorno in più                      | 45          | A passi piccoli                      |                 |                       |
| 2014                                                         | In bilico                             | —           | A passi piccoli                      |                 |                       |
| 2015                                                         | The Days                              | —           | The Days                             |                 |                       |
| 2015                                                         | Sweet Suicide                         | —           | The Days                             |                 |                       |
| 2017                                                         | Il diario degli errori                | 4           | - ITA: Platino (2)                   | - ITA: 100 000+ | Anime di carta        |
| 2017                                                         | Solo per un po'                       | —           | - ITA: Oro                           | - ITA: 25 000+  | Anime di carta        |
| 2017                                                         | Diamanti                              | —           |                                      |                 | Anime di carta        |
| 2017                                                         | Tanto per cominciare                  | 88          |                                      |                 | Anime di carta        |
| 2018                                                         | Nero Bali (con Elodie e Gué Pequeno)  | 10          | - ITA: Platino (2)                   | - ITA: 100 000+ | This Is Elodie        |
| 2020                                                         | La vita breve dei coriandoli          | 39          |                                      |                 | La geografia del buio |
| 2021                                                         | Mantieni il bacio                     | 18          | - ITA: Oro                           | - ITA: 35 000+  | La geografia del buio |
| 2021                                                         | Quando (con Arisa)                    | —           |                                      |                 | /                     |
| 2021                                                         | Falene (con Sophie and the Giants)    | —           | - ITA: Oro                           | - ITA: 50 000+  | La geografia del buio |
| 2021                                                         | Cronaca di un tempo incerto           | —           |                                      |                 | La geografia del buio |
| 2022                                                         | Inverno dei fiori                     | 14          | - ITA: Oro                           | - ITA: 50 000+  | /                     |
| 2022                                                         | Zodiaco                               | —           |                                      |                 | /                     |
| 2023                                                         | Odio                                  | —           | Tu cosa vedi quando chiudi gli occhi |                 |                       |
| 2024                                                         | Per me sei importante                 | —           | Tu cosa vedi quando chiudi gli occhi |                 |                       |
| 2024                                                         | Malumore francese (feat. Carla Bruni) | —           | Tu cosa vedi quando chiudi gli occhi |                 |                       |
| 2024                                                         | Umorismo italiano (feat. Guè)         | —           | Tu cosa vedi quando chiudi gli occhi |                 |                       |
| 2025                                                         | Lo ricordo io per te                  | —           | /                                    |                 |                       |
| 2025                                                         | Popolare (con Mida)                   | 83          | /                                    |                 |                       |
| "—" indica una pubblicazione non classificata in quel paese. |                                       |             |                                      |                 |                       |

### Come artista ospite
| Anno | Titolo                                                    | Album di provenienza |
| ---- | --------------------------------------------------------- | -------------------- |
| 2016 | Don't Worry About Me (Frances feat. Michele Bravi)        | /                    |
| 2020 | Bella d'estate (Mika feat. Michele Bravi)                 | /                    |
| 2024 | Domani è primavera (Fiorella Mannoia feat. Michele Bravi) | Disobbedire          |

## Altri brani entrati in classifica
| Anno | Titolo             | Classifiche | Album di provenienza  |
| Anno | Titolo             | ITA         | Album di provenienza  |
| ---- | ------------------ | ----------- | --------------------- |
| 2013 | Mad World          | 44          | La vita e la felicità |
| 2013 | Carte da decifrare | 69          | La vita e la felicità |

## Autore per altri artisti
| Anno | Titolo                  | Artista       | Album di provenienza          |
| ---- | ----------------------- | ------------- | ----------------------------- |
| 2022 | Senza chiedere permesso | Alex Wyse     | Non siamo soli                |
| 2023 | Dimora naturale         | Laura Pausini | Anime parallele (New Edition) |

## Video musicali
| Anno | Titolo                       | Regista/i                        |
| ---- | ---------------------------- | -------------------------------- |
| 2013 | La vita e la felicità        | Gaetano Morbioli                 |
| 2014 | Sotto una buona stella       | Cosimo Alemà                     |
| 2014 | Un giorno in più             | Gaetano Morbioli                 |
| 2014 | In bilico                    | Gaetano Morbioli                 |
| 2015 | The Days                     | Trilathera                       |
| 2015 | Sweet Suicide                | Trilathera                       |
| 2017 | Il diario degli errori       | Trilathera                       |
| 2017 | Solo per un po'              | Trilathera                       |
| 2017 | Diamanti                     | Trilathera                       |
| 2017 | Tanto per cominciare         | Giacomo Zanni                    |
| 2018 | Nero Bali                    | Enea Colombi                     |
| 2020 | La vita breve dei coriandoli | Nicola Sorcinelli                |
| 2021 | Mantieni il bacio            | Nicola Sorcinelli                |
| 2021 | Falene                       | Erika Arosio                     |
| 2021 | Cronaca di un tempo incerto  | Nicola Sorcinelli                |
| 2022 | Inverno dei fiori            | Michele Bravi e Roberto Chierici |
| 2022 | Zodiaco                      | Michele Bravi e Roberto Chierici |
| 2023 | Odio                         | Dominga Lussone                  |
| 2024 | Malumore francese            | Johnny Carrano                   |
| 2024 | Umorismo italiano            | Francesco Carnesecchi            |
| 2024 | Domani è primavera           | Yuri Santurri                    |
| 2025 | Lo ricordo io per te         | Michele Bravi                    |
| 2025 | Popolare                     | Dominga Lussone                  |

## Partecipazioni
Di seguito sono riportati gli album e le compilation dove è stato inserito almeno un brano del cantautore.

### Compilation
| Anno | Titolo                 | Compilation                   |
| ---- | ---------------------- | ----------------------------- |
| 2013 | La vita e la felicità  | X Factor Compilation 2013     |
| 2013 | See Emily Play         | X Factor Compilation 2013     |
| 2014 | La vita e la felicità  | Love Forever Compilation'     |
| 2014 | Un giorno in più       | Radio Italia Summer Hits 2014 |
| 2014 | The Christmas Song     | X Factor Christmas 2014       |
| 2014 | In bilico              | Radio Italia Winter Hits      |
| 2017 | Il diario degli errori | Sanremo 2017                  |
| 2022 | Inverno dei fiori      | Sanremo Compilation 2022      |

### Colonne sonore
| Anno | Titolo                            | Film                                |
| ---- | --------------------------------- | ----------------------------------- |
| 2022 | Antifragili (con Federica Abbate) | Strange World - Un mondo misterioso |

### Collaborazioni
| Anno | Titolo               | Duetto           | Album di provenienza           |
| ---- | -------------------- | ---------------- | ------------------------------ |
| 2017 | I Puffi sanno        | Cristina D'Avena | Duets - Tutti cantano Cristina |
| 2021 | Il mondo prima di te | Annalisa         | Nuda10                         |